# Vladyslav Bakumenko
Vladyslav Bakumenko né le 15 juin 1991 à Simferopol est un coureur cycliste d'origine ukrainienne, naturalisé russe en 2015.

## Palmarès et résultats

### Palmarès par année
- 2013
  - 2e du championnat d'Ukraine sur route espoirs
- 2016
  - 2e et 3e étapes de la Sudak Stage Race
  - 3e de la Sudak Stage Race
- 2017
  - 2e du Grand Prix de la ville de Vigo II
  - 3e du Circuito Nuestra Señora del Portal

### Classements mondiaux
| Année           | 2012   | 2013 |
| --------------- | ------ | ---- |
| UCI Europe Tour | 1 205e | 864e |